# Garha
Lo Stato di Garha (detto anche regno di Mandla e regno di Katanga) fu uno stato principesco del subcontinente indiano, avente per capitale la città di Jabalpur.

## Storia
Le prime leggende sul regno di Garha-Mandla tramandano sia stato governato in epoca mitica  da Jadurai, che divenne re dopo aver deposto un precedente sovrano, alla corte del quale aveva lavorato ed abitato.
Il regno di Garha conobbe poi una rapida espansione sotto il governo di Sangram Shah, il 48° sovrano, che conquistò territori come la valle di Narmada, Bhopal, Sagar, Damoh e gran parte delle colline di Satpura. Effettuò la conquista di 52 forti per rafforzare il proprio territorio, e costruì il forte di Chouragrh presso Narsinghpur per celebrare le sue conquiste militari. Sangram Shah fu anche un patrono delle arti e delle lettere, fu uno studioso di sanscrito e scrisse il Rasratnamala. All'epoca di Sangram Shah la capitale di Garha era Singorgarh.
Il suo successore, Dalpat Shah, sposò Rani Durgawati, una principessa di etnia chandela. La rani Durgavati fece spostare la capitale a Chouragarh, ritenuta più sicura di Singhorgarh e fu lei a far prosperare il regno imponendo il pagamento delle tasse in oro alla popolazione. Combatterono  contro le forze dell'imperatore moghul Akbar guidate da Asaf Khan I nel 1564, e malgrado la sconfitta, la rani divenne un'eroina in tutto lo stato. I moghul dalla vittoria ottennero un grande bottino, composto anche da un centinaio di elefanti.
Dopo 25 anni di dominio moghul, il regno venne restaurato da Chandra Shah, altro figlio di Sangram Shah e fratellastro di Dalpat Shah. Questi venne riconosciuto come successore della Rani Durgavati da Akbar accettando la sovranità moghul.
Venne seguito in successione da Madhukar Shah e da Prem Narain. Jhujhar Singh di Orchha depose Prem Narain, e l'impero moghul restaurò il regno a Hridayshah.
Hridayshah mantenne relazioni amichevoli coi moghul, trascorrendo anche molto tempo alla corte di Delhi, e spostò la capitale da Chouragarh a Ramnagar.

### Il declino
Hriday Shah fu l'ultimo grande sovrano del regno di Garha indipendente. Dopo la sua morte gran parte del territorio del regno venne annesso dai raja di Deogadh, un feudo del regno di Garha, i quali colsero l'occasione per ingrandirsi a spese dello stato cui appartenevano. Bakht Buland Shah, il raja di Deogarh, cedette i distretti di Seoni, Chauri, Dongartal e Ghansour a Narendra Shah di Mandla per l'aiuto fornito da quest'ultimo contro i suoi cugini.
All'epoca di Maharaj Shah (1732-1742), il regno aveva ancora 29 degli iniziali 52 forti conquistati da Sangram Shah. Nel 1742, il peshwa Balaji Baji Rao attaccò Garha e uccise il maharaja Shah. Suo figlio, Shivraj Singh, ascese al trono a condizione che pagasse un tributo annuo di 4 lakh ai maratha.
Nel 1781 Narhar Shah di Garha venne sconfitto dal re di Nagpur, Mudhoji Bhonsle, e venne inviato per il resto dei suoi giorni al forte di Khurai. Nel 1817, il regno cadde nelle mani degli inglesi.
Shankar Shah, insediato dagli inglesi, era discendente dagli antichi raja di Garha, ma assieme a suo figlio Raghunath Shah fu  arrestato per aver tentato di far uccidere il residente britannico a Jabalpur nel corso della rivolta indiana del 1857, ed entrambi vennero giustiziati con un colpo di cannone a Jabalpur.

## Governanti

### Maharaja
- Kharji (1440-1460)
- Gorakshakdas (1460-1480)
- Sukhandar (1480-1500)
- Arjun Das (150-1513)
- Sangram Shah noto anche come Aman Das (1513-1543)[10]
- Dalpat Shah (1543?-1550)[2]
- Rani Durgawati (1550-1564)[2][5][10]
- Chandra Shah (c. 1589 -?)[10]
- Madhukar Shah
- Prem Narain
- Hridayshah (1634-1668)
- Chhatra Shah (1668-1685)
- Kesari Shah (1685-1688) [16]
- Narendra Shah (1688-1732)
- Shahi (1732-1742)
- Shivaraj Shah (1742-1749)
- Durjan Shah (1749)
- Mahipal Shah (1749-1776)
- Narhari Shah (1776-1778)
- Sumedh Shah (1778-1781)
- Interregno
- Shankar Shah (1817-1857)